# Brasserie Fischer

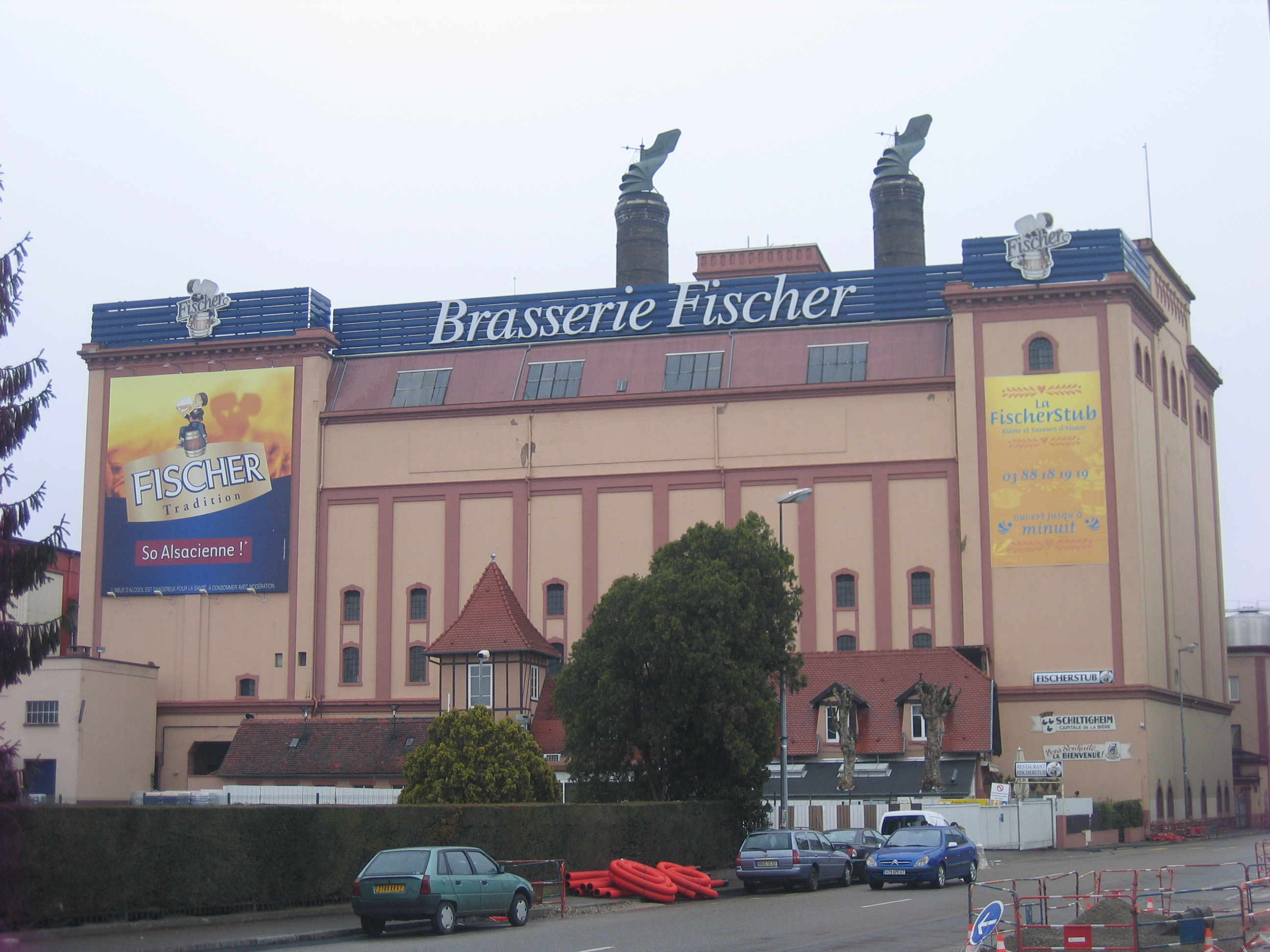
Das Gebäude der Brauerei in Schiltigheim (2008): Auf dem Dach die typischen Wrasenabzüge der Mälzerei

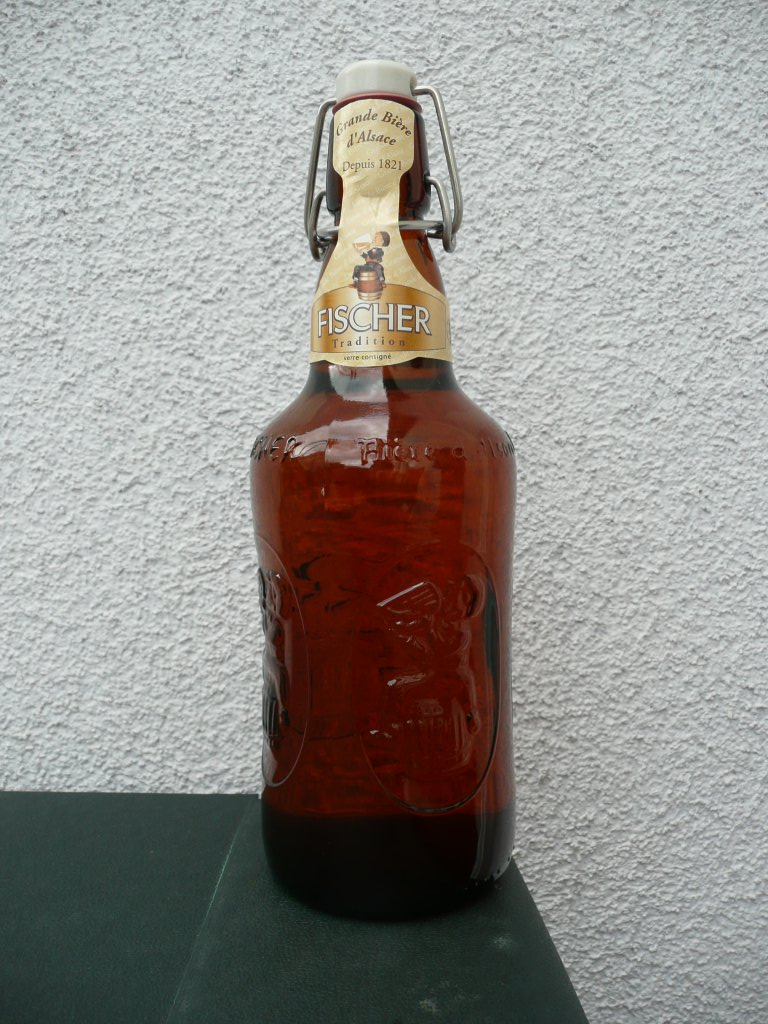
Flasche „Fischer Tradition“

Die Brasserie Fischer – französisch auch Brasserie du Pêcheur – war eine elsässische Brauerei mit Firmensitz in Schiltigheim.

## Geschichte
Die Brauerei Fischer wurde im Jahre 1821 von Jean Fischer als Brauerei L’Ours Blanc (Der weiße Bär) in der Rue du Jeu-des-Enfants in Straßburg gegründet. Im Jahre 1838 wurde sie in Brasserie Fischer umbenannt. Seit 1912 verfügte sie über eine eigene Mälzerei, so dass sie die gesamte Produktionskette abdecken konnte. Von 1955 an firmierte die Brauerei als Aktiengesellschaft (SA) und kaufte einige lokale Konkurrenten auf. Seit 1996 gehörte die Brasserie Fischer zur Heineken-Gruppe. Fischer war nun neben der Heineken Brauerei Schiltigheim die zweite Produktionsstätte von Heineken France in der Stadt. Heineken hat die Brauerei 2009 geschlossen. Heute noch existierende Biersorten werden in der Heineken Brauerei Schiltigheim gebraut. Das Gelände der Brauerei Fischer wird 2016 bis voraussichtlich 2017 zu einem Wohn- und Geschäftsviertel umgebaut. 2025 gab Heineken bekannt, dass es die eigenen Braustätten für Fischer Bier schließen wird und das Bier dann in der Brauerei Meteor hergestellt werden wird.

## Biersorten
- Pêcheur (Pils)
- Fischer Tradition
- Réserve Ambrée
- Dorelei
- Adelscott (mit Malz-Whisky)
- Desperados (mit Tequila-Aroma)
- Desperados Mas (mit Tequila Lime)
- Kriska (mit Wodka)

## Sonstiges
- Die Brasserie Fischer war die einzige Brauerei in Frankreich, die alle Fabrikationsschritte des Bierbrauens selbst übernahm.
- Im Jahr 2004 wurde 21 % der Produktion exportiert, vor allem nach Deutschland, Italien und in die Schweiz.
- „Brasserie du Pêcheur“ ist auch die Bezeichnung eines EuGH-Urteils (Az. C-46/93), das nach Vorlage durch den BGH (Az. III ZR 127/91) die Staatshaftung in Fragen mit europarechtlichem Einschlag (judikatives Unrecht) konkretisiert. Trotz des Urteils der angerufenen Europarichter umging es der Bundesgerichtshof letztlich, die verklagte Bundesrepublik zu Schadensersatz – wie von der Klägerin beantragt – zu verurteilen.